# 自發演替
自力演替（英語：autogenic succession）是指由生態系統內的生物因素驅動的演替，虽然自力演替的机制长期以来一直存在争议，但人們很早就意識到了生物演替過程中起到的作用。目前，學界主流的共识是促进、耐受和抑制机制都對自力演替有作用。演替的概念通常与植被和森林群落相关，但它也适用于更广泛的生态系统。與此相反的概念是外力演替，它是指由生态系统的非生物因子驱动的演替。

## 作用機制
植物本身（生物組分）可以导致演替发生。
- 葉片捕捉日光
- 碎屑的产生
- 水分和养分吸收
- 固氮
- 人为气候变化

植群之變化，由生物本身之作用所產生者，稱為自力演替，而自力演替屬於初級演替，包括生態系中生物、土壤及微氣候之變遷。

### 促進
- 改善场地因素，如增加有机质

### 抑制
- 阻碍物种或生长